# Nanos
Nanos är ett släkte av skalbaggar. Nanos ingår i familjen bladhorningar.

## Dottertaxa tillNanos, i alfabetisk ordning[1]
- Nanos agaboides
- Nanos ankaranae
- Nanos antsalovaensis
- Nanos ater
- Nanos bicoloratus
- Nanos bimaculatus
- Nanos binotatus
- Nanos clypeatus
- Nanos dubitatus
- Nanos electrinus
- Nanos fallaciosus
- Nanos fusconitens
- Nanos hanskii
- Nanos humbloti
- Nanos humeralis
- Nanos incertus
- Nanos manomboensis
- Nanos minutus
- Nanos neoelectrinus
- Nanos nitens
- Nanos occidentalis
- Nanos peyrierasi
- Nanos pseudonitens
- Nanos punctatus
- Nanos pygmaeus
- Nanos rubromaculatus
- Nanos rubrosignatus
- Nanos semicribrosus
- Nanos sinuatipes
- Nanos vadoni
- Nanos viettei
- Nanos viridissimus